# Clostera voeltzkowi
Clostera voeltzkowi är en fjärilsart som beskrevs av Aurivillius 1909. Clostera voeltzkowi ingår i släktet Clostera och familjen tandspinnare. Inga underarter finns listade i Catalogue of Life.